# Yukio Fukuyama
Yukio Fukuyama (japanisch 福山 幸夫 Fukuyama Yukio; * 28. Mai 1928 in Miyazaki; † 17. Juli 2014 in Tokio) war ein japanischer Neurologe.

## Ausbildung und Beruf
Von 1948 bis 1952 studierte Fukuyama an der Universität Tokio Medizin und machte anschließend bis 1953 ein Praktikum am Universitätskrankenhaus in Tokio. Darauf folgte von 1954 bis 1957 ein Aufbaustudium, ebenfalls an der Medizinischen Fakultät der Universität Tokio, wo er 1957 promovierte und 1959 ein Diplom der Medizin erwarb. Seine Lehrer waren Tadao Takatsu (1910–1974), Toshihiko Tokizane (1909–1973) und Seturo Ebashi (1922–2006).
Sein Interesse galt insbesondere der Kinderneurologie und dabei vor allem neuromuskulären Erkrankungen bei Kindern und der klinischen Neurogenetik. So organisierte er 2001 in Tokio ein internationales Symposion zum West-Syndrom und anderen kindlich-epileptischen Enzephalopathien.
Der international hoch angesehene Kinderneurologe ist Namensgeber des Eponyms Muskeldystrophie Typ Fukuyama, eines genetisch bedingten Muskelschwundes, der vor allem in Japan vorkommt.
Fukuyama wurde für seine akribische und empathische Art gleichermaßen von Kollegen, Schülern und Patienten sehr geschätzt.

## Veröffentlichungen (Buchauswahl)
Neben zahlreichen Beiträgen in wissenschaftlichen Fachzeitschriften veröffentlichte Fukuyama alleine und als Koautor mehrere Bücher.
- Epilepsie. Die Klinik und die Forschung. Igaku Shoin, Tokio 1974 (auf Japanisch).
- Klinische Aspekte der Epilepsie. Tokio Igaku Publ., Tokio 1977 (auf Japanisch).
- Child Neurology. Elsevier, Amsterdam 1982.
- Epilepsien in der Kindheit. 2. Auflage Ishiyaku Publ., Tokio 1984 (auf Japanisch).
- Atlas der Kinderneurologie. Shindan To Chiryo Publ., Tokio 1986 (auf Japanisch).
- Neurologische Untersuchungen bei Kindern. Kanehara Publ., Tokio 1987 (auf Japanisch).
- EEG und evozierte Potentiale bei Kindern. Kanehara Publ., Tokio 1990 (auf Japanisch).
- Modern Perspectives of Child Neurology. JSCN, Tokio 1991.
- Fieberkrämpfe – Modernes Konzept. Nihon Shoni-iji Publ., Tokio 1991 (auf Japanisch).
- Fetal and Neonatal Neurology. Elsevier, Amsterdam 1992.
- Crossroads of Child Neurology. TWMU, Tokyo, 1995. TWMU, Tokio 1995.
- Congenital Muscular Dystrophies. Elsevier, Amsterdam 1997.
- Epilepsy Bibliography – Books and Monographs. (1945–2003). 8. Auflage Seiwa Shoten, Tokyo 2004.
- Biology of Seizure Susceptibility in Developing Brain. John Libbey Eurotext, Montrouge 2008.
- Epilepsy Bibliography – Books and Monographs (1945–2012). Onlineauflage

## Ehrenvorsitzender
- Ehrenvorsitzender des Kuratoriums der Japanischen Gesellschaft für Neuropädiatrie (ab 1993)
- Ehrenpräsident der Asian & Oceanian Child Neurology Association (ab 1992)
- Ehrenvorsitzender der Infantile Seizure Society (ab 2013)

## Ehrenmitgliedschaften
- American Academy of Neurology (ab 1990)
- American Neurological Association (ab 2006)
- Canadian Child Neurology Society (ab 1985)
- Child Neurology Society (USA) (ab 1986)
- Europäische Gesellschaft für Neuropädiatrie (ab 2005)
- International Child Neurology Association (ab 2010)
- Japan Epilepsy Society (ab 1998)
- Japan Pediatric Society (ab 1999)
- Japanische Gesellschaft für Neurologie (ab 2000)
- Japanische Gesellschaft für klinische Neurophysiologie (ab 1995)
- Japanische Gesellschaft für Humangenetik (ab 1999)
- Japanische Teratologie-Gesellschaft (ab 1998)
- Philippine Child Neurology Society (ab 2008)

## Auszeichnungen
- 1989 Kimura-Taro-Preis der Japanischen Epilepsie-Vereinigung
- 1992 Frank Ford Lectureship Award der International Child Neurology Association
- 1993 Achievement Award der Japan Epilepsy Research Foundation
- 1996 Bronzemedaille der Società Italiana di Neuropediatria
- 1999 Duchenne-Erb-Preis der Deutschen Gesellschaft für Muskelkranke
- 1999 Achievement Award der Japanischen Gesellschaft für Humangenetik
- 1999 Achievement Grand Award der Japan Medical Association
- 2002 Auszeichnung für sein Lebenswerk vom Weltverband für Neurologie
- 2003 Internationaler Henri Gastaut Preis der französischen Sektion der ILAE
- 2004 William G. Lennox Award der American Epilepsy Society
- 2007 Botschafter für den Epilepsiepreis, ILAE/IBE
- 2008 Asahi-Preis 2007 der Asahi Shimbun Kulturstiftung
- 2008 Achievement Grand Award der Japan Pediatric Society
- 2008 Sonderpreis der Japanischen Gesellschaft für Kinderneurologie
- 2008 Orden des Heiligen Schatzes, goldene Strahlen mit Halsband
- 2010 Erster Japan Epilepsy Society Outstanding Achievement Award.